# Лутепя
Лу́тепя, также Лу́тепяэ (эст. Lutepää) — деревня в волости Сетомаа уезда Вырумаа, Эстония. На местном диалекте — Луты́бя (Lutõbä). Исторически относится к нулку Тсятски.
До административной реформы местных самоуправлений Эстонии 2017 года деревня входила в состав волости Вярска уезда Пылвамаа.

## География и описание

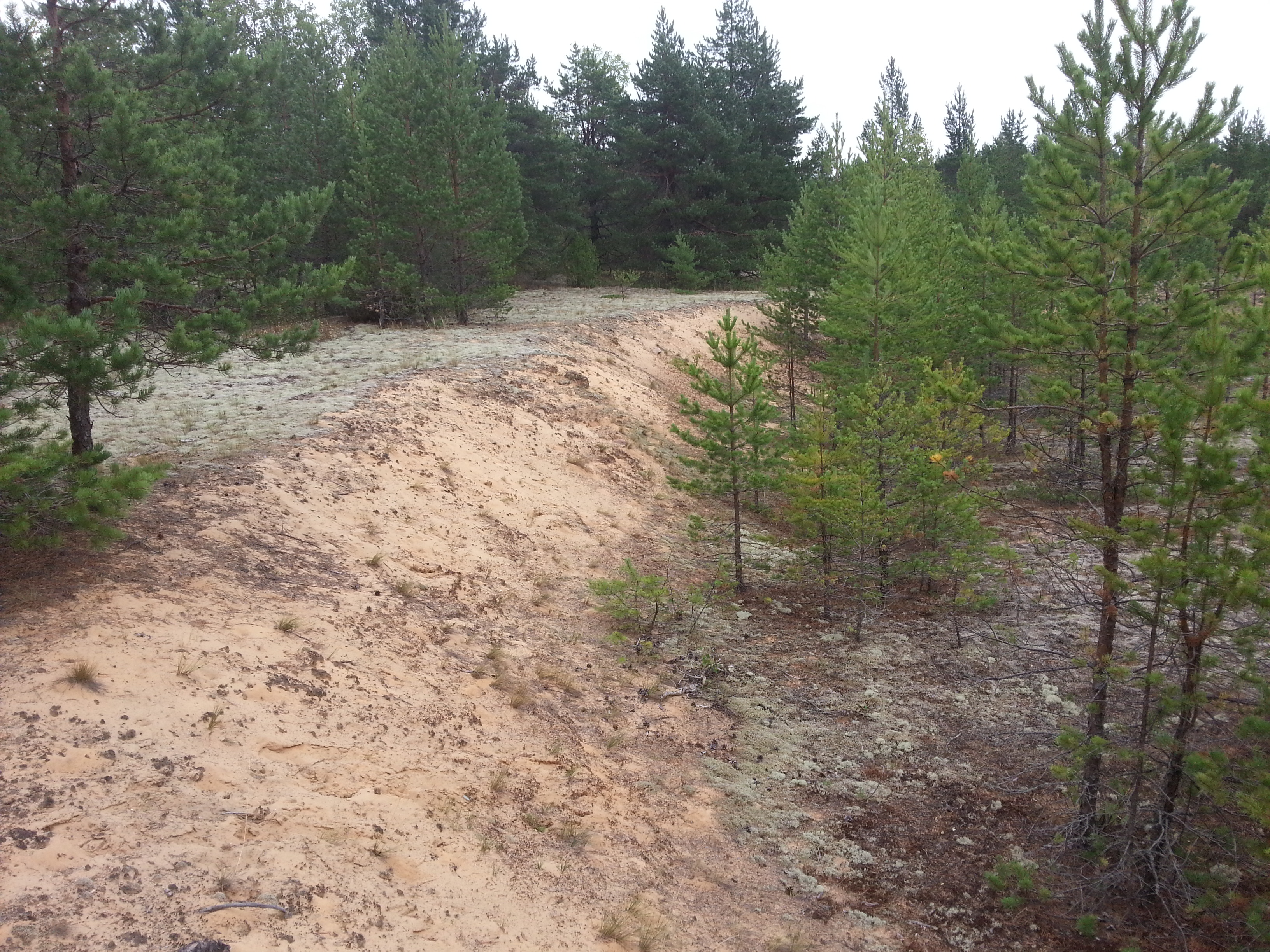
Лутепяэские пески

Расположена в 40 километрах к востоку от уездного центра — города Выру — и в 6 километрах к юго-востоку от волостного центра — посёлка Вярска, у шоссе Сяэтсе, на границе Эстонии с Россией. Высота над уровнем моря — 45 метров.
К северу от деревни находятся Лутепяэские пески (площадь 2—3 км², большей частью — на территории России), которые называют Сахарой (эст. Sahara), а также Пикамяэ (эст. Pikamäe) или песками Пика (эст. Pika liiv) по названию горы Пиккмяэ (эст. Pikkmäe, высота 54 метра).
Климат переходный от морского к континентальному. Официальный язык — эстонский. Почтовый индекс — 64013.

## Население
По данным переписи населения 2021 года, в Лутепя насчитывалось 6 жителей, все — эстонцы.
По данным переписи населения 2011 года, в деревне также проживали 6 человек, все — эстонцы (сету в перечне национальностей выделены не были).
Численность населения деревни Лутепя по данным Департамента статистики Эстонии:
| Год  | 2011 | 2017 | 2018 | 2019 | 2020 | 2021 |
| ---- | ---- | ---- | ---- | ---- | ---- | ---- |
| Чел. | 6    | ↘ 5  | 5    | 6    | ↗ 9  | ↘ 6  |

## История
В письменных источниках 1563 года упоминается Лутопе жъ (деревня), 1652 года — Лутопежъ, прим. 1790 года — Лутовищъ, 1872 года — Лутобижи, 1886 года — Lutepää, Лутeбище, 1904 года — Lutõpää, Лу́тобижъ, 1922 года — Lutepea, 1937 года — Luteba.
На военно-топографических картах Российской империи (1846—1880 годы), в состав которой входила Лифляндская губерния, деревня обозначена как Лутошъ.
В XIX веке деревня входила в общину Городище и относилась к приходу Вярска.

## Происхождение топонима
С топонимом можно сравнить слово из южно-эстонского диалекта лутт (lutt) — «топор»; также лутутама (lututama) — «дуть в рог». Начальная часть топонима Лут- может также происходить от какой-либо адаптации немецкого имени Людвиг (Ludwig): Лудик (Ludik, Ludick), Лутик (Lutick). Эстонский этнограф и языковед Юри Труусманн пытался объяснить происхождение топонима при помощи финского языка: Луто- якобы происходит от слова лонтто (фин. lontto) — «долина», «низменность» + -бижъ — «вода».
В случае русского происхождения топонима можно принять во внимание слова луток — малый крохаль и лутоня — мальчик, герой русских сказок. Топоним может также происходить от русского личного имени Лутоня ~ Лутоха ~ Лутоша, которое является производным от имени Лукьян (лат. lux — «свет»).

## Комментарии
1. ↑  Эстонские топонимы, оканчивающиеся на -а, не склоняются и не имеют женского рода (исключение — Нарва)[9].